# Hendrik Wüst
Hendrik Wüst (ur. 19 lipca 1975 w Rhede) – niemiecki polityk, prawnik i samorządowiec, działacz Unii Chrześcijańsko-Demokratycznej (CDU), minister w rządzie krajowym, od 2021 premier Nadrenii Północnej-Westfalii.

## Życiorys
W 1995 ukończył szkołę średnią, a w 2000 studia prawnicze na Westfalskim Uniwersytecie Wilhelma w Münsterze. W 2000 i 2003 zdał państwowe egzaminy prawnicze I oraz II stopnia, uzyskał uprawnienia adwokata. Do 2005 pracował w firmie doradcze EUTOP.
W 1992 wstąpił do Unii Chrześcijańsko-Demokratycznej, w latach 2000–2006 był przewodniczącym jej organizacji młodzieżowej Junge Union w  Nadrenii Północnej-Westfalii. W latach 1994–2009 zasiadał w radzie miejskiej rodzinnej miejscowości. W 2005 po raz pierwszy został posłem do landtagu, wybierany następnie na kolejne kadencje (w 2010, 2012, 2017 i 2022). Od 2006 do 2010 pełnił funkcję sekretarza generalnego krajowych struktur CDU. Później do 2017 zajmował stanowisko dyrektora zarządzającego stowarzyszenia wydawców gazet w NRW. W 2013 został prezesem krajowego oddziału Mittelstands- und Wirtschaftsunion, organizacji gospodarczej związanej z CDU. W 2017 wszedł w skład rządu Nadrenii Północnej-Westfalii, obejmując w nim stanowisko ministra transportu.
W październiku 2021 zastąpił Armina Lascheta na funkcjach przewodniczącego CDU w Nadrenii Północnej-Westfalii oraz premiera kraju związkowego. Po wyborach do landtagu z maja 2022 jego ugrupowanie zawiązało koalicję z Zielonymi; w czerwcu tegoż roku Hendrik Wüst ponownie został wybrany na premiera landu.

## Życie prywatne
Hendrik Wüst jest żonaty, ma córkę.

## Odznaczenia
- Order Zasługi Nadrenii Północnej-Westfalii (z urzędu, 2021)